# Forcipomyia noctivaga
Forcipomyia noctivaga är en tvåvingeart som beskrevs av Jean-Jacques Kieffer 1912. Forcipomyia noctivaga ingår i släktet Forcipomyia och familjen svidknott.
Artens utbredningsområde är Sri Lanka. Inga underarter finns listade i Catalogue of Life.